# Bílá Voda
Pour les articles homonymes, voir Bílá.
Bílá Voda (en allemand : Weißwasser ; en polonais : Biała Woda, qui signifient « eau blanche ») est une commune du district de Jeseník, dans la région d'Olomouc, en République tchèque. Sa population s'élevait à 323 habitants en 2020.

## Géographie
Bílá Voda est la commune la plus au nord de la région, à la frontière avec la Pologne. Elle se trouve à 32 km au nord-ouest de Jeseník, à 98 km au nord-nord-ouest d'Olomouc et à 182 km à l'est-nord-est de Prague.
La commune est limitée par la Pologne à l'ouest, au nord et au nord-ouest, et par Javorník au sud.

## Histoire
La première mention écrite de la localité date de 1532.